# Milan Đukić
Milan Đukić (Dnopolje, Donji Lapac, 10. travnja 1947. – Donji Lapac, 8. listopada 2007.) bio je hrvatski političar,  zastupnik srpske manjine u hrvatskom saboru u trima sazivima (Drugi saziv Hrvatskog sabora, Treći saziv Hrvatskoga sabora, Četvrti saziv Hrvatskog sabora), potpredsjednik vijeća za nacionalne manjine u Hrvatskoj, bivši potpredsjednik Hrvatskoga sabora, član izaslanstva i zastupnik Hrvatske u Vijeću Europe,  te načelnikom općine Donji Lapac (kolovoz 2000. – svibanj 2005.). Bio je član i osnivač Srpske narodne stranke.

## Životopis
Završio je I. stupanj Ekonomskog fakulteta te je po struci bio diplomirani ekonomist.
Za Hrvatsku je značajan što je 1991. bio na čelu skupine pripadnika srpske manjine koja se nije slagala sa secesionističkom politikom Srpske demokratske stranke. U jeku optužaba iz međunarodnih krugova utjecajnih u svijetu, a vrlo nesklonih Hrvatskoj,[nedostaje izvor] u kojima se prikazivalo Hrvatsku kao novu NDH, Đukić je organizirao stranku hrvatskih Srba koja je prihvatila novo uređenje i novu hrvatsku državu. Kad su velikosrpski napadi na Hrvatsku eskalirali postala je stranka koja je zastupala interese Srba na područjima pod nadzorom hrvatske vlasti.
Milan Đukić je davno vidio propast politike Slobodana Miloševića. Đukićeva predviđanja bila su točna, jer se Miloševićeva politika pokazala pogubnom za srpski narod. Zbog toga što nije stao uz pobunjenike, velikosrbi na okupiranim teritorijima spalili su njegovu kuću u Donjem Lapcu.
Milan Đukić je nakon izbora 1992. postao potpredsjednik Sabora, a SNS dobio nadimak Stranka Tuđmanovih Srba, s obzirom na to da je uvijek podržavao HDZ i vladu, a nikad oporbu. Ta se percepcija kasnije promijenila, kada je SNS počeo sve više kritizirati odnos vlasti prema srpskoj manjini jer su trajno bili nezadovoljni time što su Srbi u Republici Hrvatskoj prestali biti politički narod i postali nacionalna manjina. 
SNS je bila srpska stranka koju su u Hrvatskoj cijenili. Bila je to prva srpska parlamentarna stranka u Hrvatskoj. Milan Đukić ju je izgradio i stvorio dobre diplomatske veze, koje su stranci, nečije je mišljenje, od koristi i u današnjici.
U 4. sazivu Hrvatskog sabora je obnašao nekoliko dužnosti. Bio je članom Odbora za ljudska prava i prava nacionalnih manjina, članom Odbora za međuparlamentarnu suradnju, članom Odbora za lokalnu i područnu (regionalnu) samoupravu te zamjenikom člana Izaslanstva u Parlamentarnoj skupštini Vijeća Europe.
Kad nije uspio postati zastupnikom u 5. sazivu, povukao se iz političkog života te vratio u Donji Lapac.
Od početne faze kad su ga zvali "Tuđmanovim Srbinom", s vremenom je sve više postajao njegovim protivnikom, do te mjere da je optuživao Tuđmana i hrvatske vlasti za progone Srba, zbog čega je bio metom žestokih reakcija hrvatskih intelektualaca u medijima. Štoviše, pretkraj života je napisao knjigu Ugašena ognjišta širom svijetle u kojoj je za propast njegove manjine u Hrvatskoj optužio Franju Tuđmana, Slobodana Miloševića i Milana Babića. Tuđmana je optužio "da je izabrao rat kao krvavi put do pregovora preko nacionalističke politike koju je vodio slično politici Ante Pavelića", "veliki nacional-šovinist i srbomrzac", oslobodilačke akcije Hrvatske vojske je nazvao zločinačkim, velikosrpsku pobunu u Hrvatskoj je smatrao odgovorom na "rehabilitaciju NDH-azije 1990.godine od strane HDZ-a", "da se Srbija nije direktno uključivala u rat u Hrvatskoj,  ali je Srbe dozirala logistikom i određenim brojem sumnjivih dobrovoljaca".
31. srpnja 1995. izjavio je da "Srpska narodna stranka ne može pozdraviti Splitsku deklaraciju između predsjednika Tuđmana i Izetbegpvića o vojnoj suradnji Hrvatske i BiH".
SNS je na izborima poslije izgubio od druge srpske stranke, SDSS-a Milorada Pupovca. SNS se je nadao da će ta stranka zastupati interese srpskog naroda, no to se nije ostvarilo. Milan Đukić još za života kritizirao je stavove i politiku Milorada Pupovca. 25. srpnja 1992. izjavio je za Pupovca "Milorad Pupovac je marioneta Slobodana Miloševića." I poslije rata Đukić je bio kritički raspoložen prema SDSS-u, osobito jer su za pobjede u svojim izbornim jedinicama služili se "Srbima-autobusarima".